# Закшовець
Закшовець (пол. Zakrzowiec) — село в Польщі, у гміні Неполомиці Велицького повіту Малопольського воєводства.
Населення — 493 особи (2011).

## Демографія
Демографічна структура станом на 31 березня 2011 року:
|          | Загалом | Допрацездатний вік | Працездатний вік | Постпрацездатний вік |
| -------- | ------- | ------------------ | ---------------- | -------------------- |
| Чоловіки | 244     | 51                 | 175              | 18                   |
| Жінки    | 249     | 40                 | 151              | 58                   |
| Разом    | 493     | 91                 | 326              | 76                   |